# Lina Rojas (2000)
Lina Mabel Rojas Zapata (30 oktober 2000) is een Colombiaans wielrenster die deelneemt aan wedstrijden op de baan en de weg.

## Carrière
In 2019 nam Rojas voor het eerst deel aan internationale toernooien, zoals de Pan-Amerikaanse kampioenschappen en Spelen. Bij de kampioenschappen werd ze tweemaal vierde, op de Spelen won ze brons bij de ploegenachtervolging. In 2021 gaf ze vervolg aan haar successen, ze won meerdere medailles op de Colombiaanse kampioenschappen baanwielrennen en reed bij de ploegenachtervolging naar goud op de Pan-Amerikaanse kampioenschappen. Deze reed ze samen met Tatiana Dueñas, Lina Hernández en Jessica Parra. Dat jaar werd tevens haar eerste deelname aan de WK een feit. Bij de afvalkoers werd ze elfde. In 2023 liet ze zich wederom zien op internationale toernooien, bij de Pan-Amerikaanse Spelen van dat jaar won ze goud op de koppelkoers die ze reed met Hernández.

## Palmares

### Op de baan
| Jaar      | CK                                                             | P-AK                                                              | WK             | Overige |
| Als elite | Als elite                                                      | Als elite                                                         | Als elite      | Als elite |
| --------- | -------------------------------------------------------------- | ----------------------------------------------------------------- | -------------- | --- |
| 2018      | omnium · ploegenachtervolging                                  |                                                                   |                | |
| 2019      | koppelkoers · omnium · scratch                                 | 4e koppelkoers 4e ploegenachtervolging                            |                | Pan-Amerikaanse Spelen: · ploegenachtervolging · 4e koppelkoers                                                         |
| 2020      |                                                                |                                                                   |                | |
| 2021      | koppelkoers · achtervolging · ploegenachtervolging · 7e omnium | ploegenachtervolging · 8e puntenkoers                             | 11e afvalkoers | NC Cali: · koppelkoers · ploegenachtervolging                                                                           |
| 2022      |                                                                |                                                                   |                | Zuid-Amerikaanse Spelen · ploegenachtervolging · omnium                                                                 |
| 2023      | omnium · puntenkoers · puntenkoers · 4e afvalkoers             | koppelkoers · omnium · 4e ploegenachtervolging · 5e achtervolging |                | C-A en CS: · koppelkoers · omnium · ploegenachtervolging · Pan-Amerikaanse Spelen: · koppelkoers · ploegenachtervolging |

### Op de weg
2021
 Colombiaans kampioenschap tijdrijden, beloften